# Wavrin
Wavrin est une commune française, située dans le département du Nord en région Hauts-de-France. Elle fait partie de la Métropole européenne de Lille.

## Géographie

### Situation
La commune de Wavrin se situe à une quinzaine de kilomètres au sud-ouest de Lille, non loin de Lens et Béthune et du bassin minier du Nord-Pas-de-Calais.

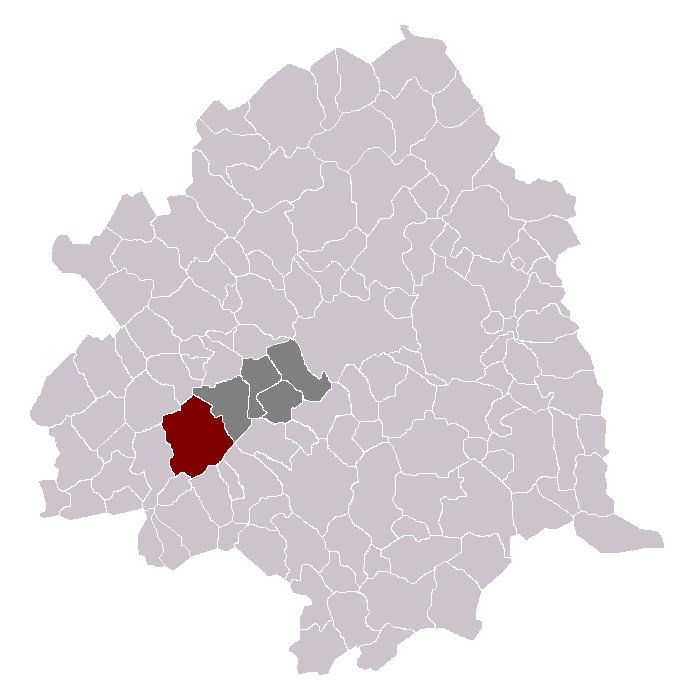
Wavrin dans son canton et son arrondissement.

### Communes limitrophes
| Fournes-en-Weppes  | Beaucamps-Ligny     | Santes            |
| Sainghin-en-Weppes | Wavrin              | Houplin-Ancoisne  |
| Don                | Allennes-les-Marais | Gondecourt Herrin |

### Hydrographie

#### Réseau hydrographique
La commune est située dans le bassin Artois-Picardie. Elle est drainée par le canal de la Deûle, la rigole du Nord, le Flot de Wingles Aval, la rigole du nord, la Maugré, l'Ancien canal de la Deûle, le Bac de Wavrin, le Rosoir et divers autres petits cours d'eau,.
Le canal de la Deûle est un canal, chenal navigable, d'une longueur de 59 km, prend sa source dans la commune de Douai et se jette  dans la Lys à Deûlémont, après avoir traversé 40 communes. Les caractéristiques hydrologiques du canal de la Deûle sont données par la station hydrologique située sur la commune. Le débit moyen mensuel est de 7 m3/s. Le débit moyen journalier maximum est de 29,631 mai 201 638 m3/s, atteint le 27 juin 2015.
La Rigole du Nord, d'une longueur de 16 km, prend sa source dans la commune de Bauvin et se jette  dans le canal de la Deûle à Sequedin, après avoir traversé sept communes.

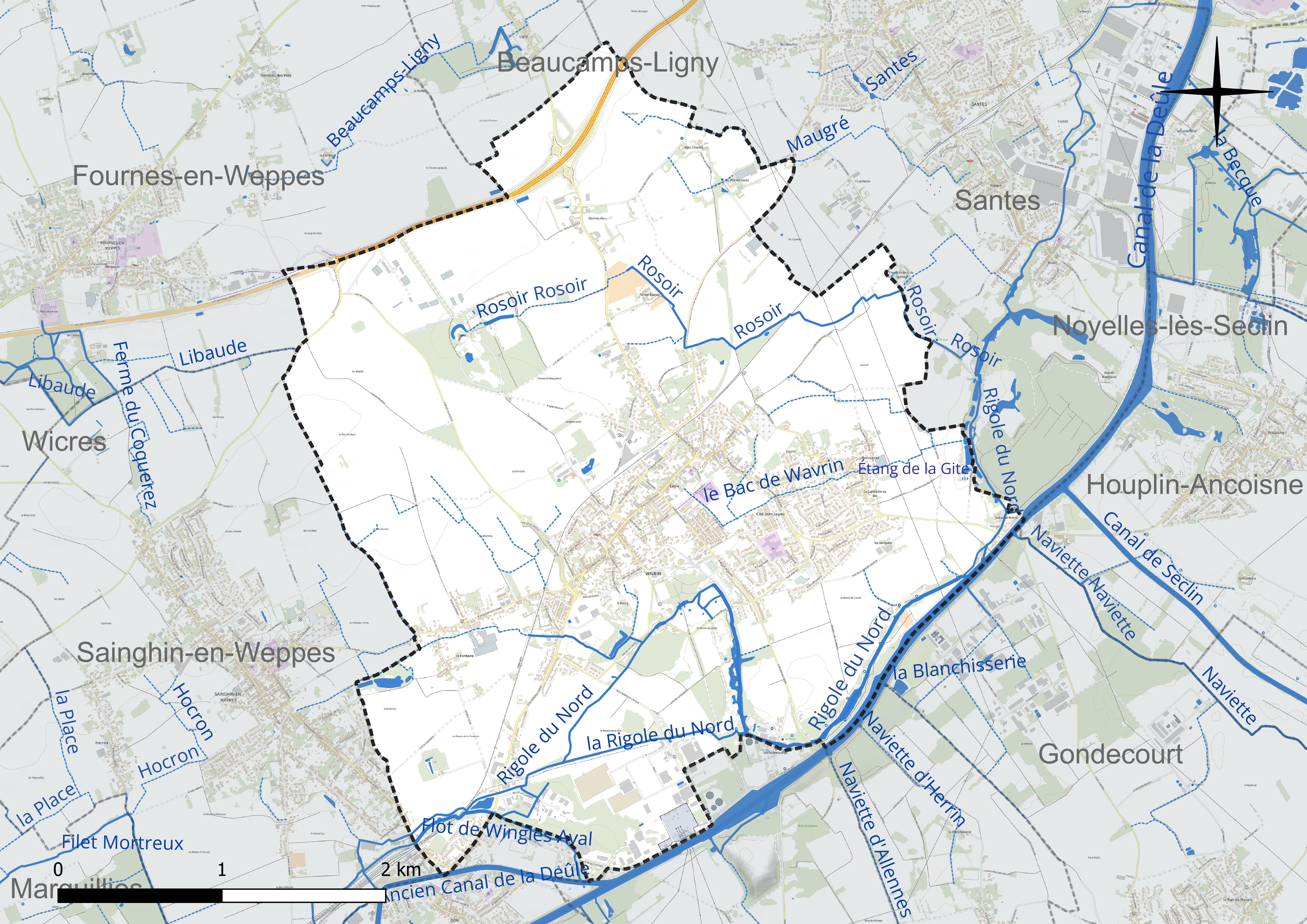
Réseau hydrographique de Wavrin.

Un plan d'eau complète le réseau hydrographique : l'étang de la Gite, d'une superficie totale de 1 ha (0,8 ha sur la commune),.

#### Gestion et qualité des eaux
Le territoire communal est couvert par le schéma d'aménagement et de gestion des eaux (SAGE) « Marque Deûle ». Ce document de planification concerne un territoire de 1 120 km2 de superficie, délimité par les bassins versants de la Marque et de la Deûle, formant une vaste cuvette sédimentaire de 40 km de long et de 25 km de large, où la pente est très faible. Le périmètre a été arrêté le 2 décembre 2005 et le SAGE proprement dit a été approuvé le 9 mars 2020. La structure porteuse de l'élaboration et de la mise en œuvre est la Métropole européenne de Lille.
La qualité des cours d'eau peut être consultée sur un site dédié géré par les agences de l'eau et l'Agence française pour la biodiversité.

### Climat
Pour des articles plus généraux, voir Climat des Hauts-de-France et Climat du Nord.
En 2010, le climat de la commune est de type climat océanique dégradé des plaines du Centre et du Nord, selon une étude du CNRS s'appuyant sur une série de données couvrant la période 1971-2000. En 2020, Météo-France publie une typologie des climats de la France métropolitaine dans laquelle la commune est exposée à un climat océanique et est dans la région climatique  Nord-est du bassin Parisien, caractérisée par un ensoleillement médiocre, une pluviométrie moyenne régulièrement répartie au cours de l'année et un hiver froid (3 °C).
Pour la période 1971-2000, la température annuelle moyenne est de 10,6 °C, avec une amplitude thermique annuelle de 14,3 °C. Le cumul annuel moyen de précipitations est de 702 mm, avec 12 jours de précipitations en janvier et 9 jours en juillet. Pour la période 1991-2020, la température moyenne annuelle observée sur la station météorologique la plus proche, située sur la commune de Lesquin à 12 km à vol d'oiseau, est de 11,3 °C et le cumul annuel moyen de précipitations est de 740,0 mm,. Pour l'avenir, les paramètres climatiques de la commune estimés pour 2050 selon différents scénarios d'émission de gaz à effet de serre sont consultables sur un site dédié publié par Météo-France en novembre 2022.

## Urbanisme

### Typologie
Au 1er janvier 2024, Wavrin est catégorisée ceinture urbaine, selon la nouvelle grille communale de densité à sept niveaux définie par l'Insee en 2022.
Elle appartient à l'unité urbaine de Wavrin, une agglomération intra-départementale regroupant trois  communes, dont elle est ville-centre,,. Par ailleurs la commune fait partie de l'aire d'attraction de Lille (partie française), dont elle est une commune de la couronne,. Cette aire, qui regroupe 201 communes, est catégorisée dans les aires de 700 000 habitants ou plus (hors Paris),.

### Occupation des sols
L'occupation des sols de la commune, telle qu'elle ressort de la base de données européenne d'occupation biophysique des sols Corine Land Cover (CLC), est marquée par l'importance des territoires agricoles (74,9 % en 2018), en diminution par rapport à 1990 (77,2 %). La répartition détaillée en 2018 est la suivante : 
terres arables (69,9 %), zones urbanisées (19,7 %), zones industrielles ou commerciales et réseaux de communication (5,1 %), prairies (4,2 %), zones agricoles hétérogènes (0,8 %), forêts (0,3 %). L'évolution de l'occupation des sols de la commune et de ses infrastructures peut être observée sur les différentes représentations cartographiques du territoire : la carte de Cassini (XVIIIe siècle), la carte d'état-major (1820-1866) et les cartes ou photos aériennes de l'IGN pour la période actuelle (1950 à aujourd'hui).

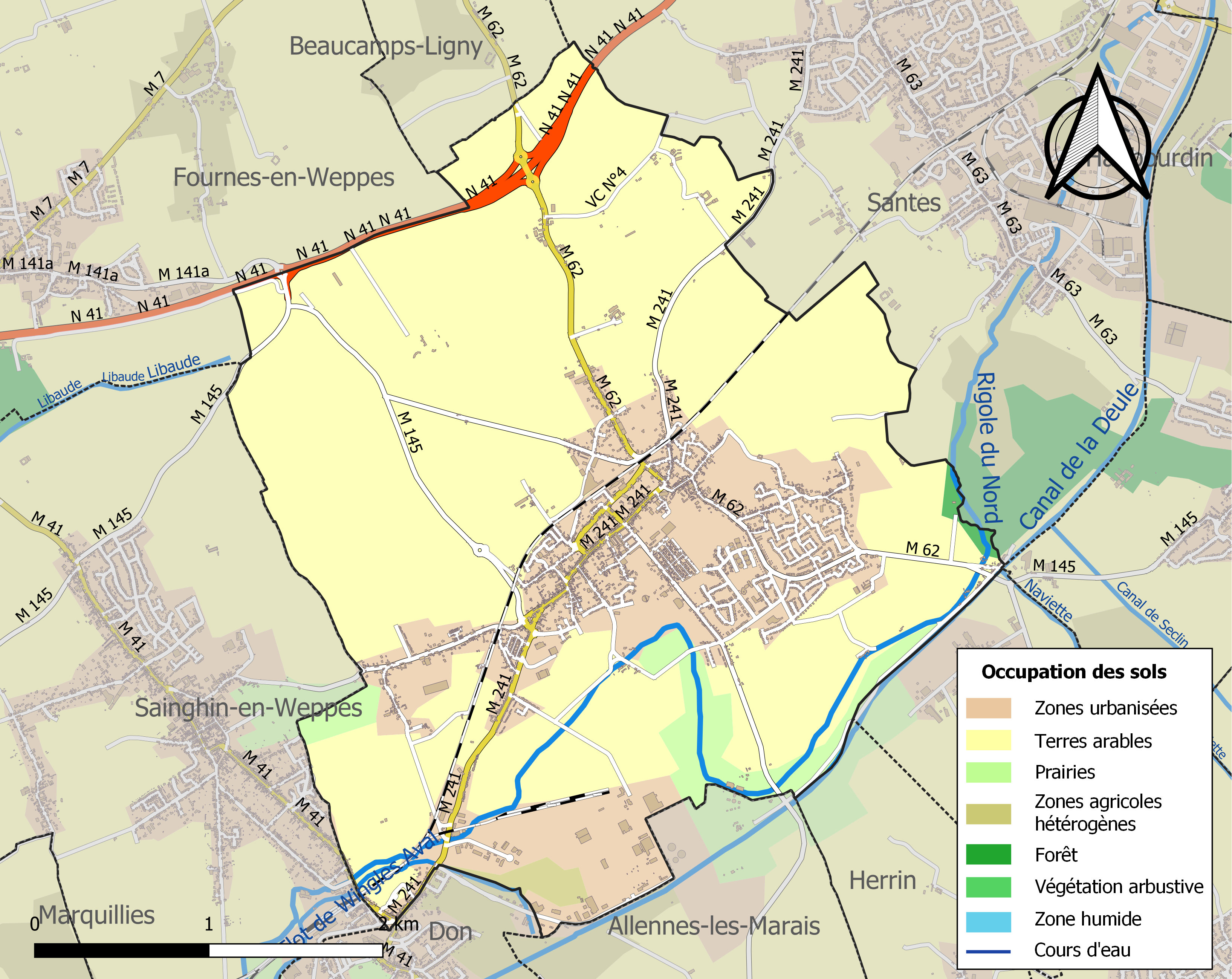
Carte des infrastructures et de l'occupation des sols de la commune en 2018 (CLC).

### Voies de communication et transports
La gare de Wavrin est desservie par des trains TER Hauts-de-France effectuant des missions entre les gares de Lille-Flandres et de Béthune, ou de Lens, ou de Saint-Pol-sur-Ternoise.
La commune est desservie, en 2023, par les lignes 61, 917 et par les lignes de transport à la demande 22R, 29R et 61R du réseau Ilévia.
Plusieurs pistes cyclables, construites de 2017 à 2023, relient la commune de Wavrin aux communes avoisinantes : vers le rond-point de la RN41, sur la M145 (dit "Chemin de la Justice"); vers Beaucamps-Ligny sur la rue de Lille ou vers Santes.

## Histoire

### Avant laRévolution française
La fondation de la ville avec son propre blason, remonte aux environs de l'an 1020. On trouve une première mention de la seigneurie en 1011. Le seigneur était l'un des quatre hauts-justiciers de la châtellenie de Lille. Il fut aussi sénéchal de Flandre depuis Baudouin IV (+1035), comte de Flandre, et ensuite connétable. La Maison de Wavrin est une des plus anciennes familles de Flandre. Plusieurs Wavrin participèrent aux croisades. Ainsi, Roger de Wavrin, évêque de Cambrai, prit la tête de l'armée flamande avec le vicomte Raymond II de Turenne et décéda lors du siège de Saint-Jean-d'Acre le 23 novembre 1191. Leurs armes similaires à celles de la ville sont représentées dans la salle des Croisades du château de Versailles (No 222).
Nicolas Enlart est seigneur de Wavrin vers 1716. Il détient également les seigneuries des Coutures, des Campeaux, de Vermelle. Il épouse à Lille le 21 janvier 1716 Godelive Agnès Percourt (1673-1729), fille de Gilles, bourgeois de Lille et de Marie Élisabeth Scherer. L'épouse nait le 24 mai 1673 et meurt le 8 janvier 1729. Elle est inhumée dans la nef gauche de l'église Saint-Étienne de Lille, avec son époux mort le 8 octobre 1726.
À côté de la seigneurie principale de Wavrin, plusieurs seigneuries secondaires existaient sur la paroisse. Parmi elles, la seigneurie de La Haye sur Wavrin. En avril 1610, Sébastien Alatruye, dit de le Vigne, est le titulaire de la seigneurie de la Haute-Anglée sur Esquermes, achetée le 4 juin 1591 pour le prix principal de 17 800 florins, de même que de celle de La Haye sur Wavrin et de Cliquenois à Verlinghem. Il bénéficie le 30 avril 1610 d'une sentence de noblesse rendue par la gouvernance de Lille, malgré l'opposition des services fiscaux (les nobles ou reconnus nobles ne payaient pas l'impôt). Il est bourgeois de Lille depuis le 4 octobre 1574. Fils de Louis, bourgeois de Lille, il épouse Hélène Leboucq, morte avant le 10 novembre 1618,.
Autre fief donnant le titre de seigneur à son possesseur : le fief de La Vallée. François-Séraphin Hespel Ier (1627-1679), (famille d'Hespel), écuyer, est seigneur de La Vallée, acheté en 1670 à la Famille de Haynin. Fils de François Hespel II, écuyer, seigneur d'Hocron (sur Sainghin-en-Weppes), bourgeois de Lille, greffier des États de Lille, auditeur ordinaire à la Chambre des comptes de Lille, ensuite supernuméraire, puis maître extraordinaire et auditeur extraordinaire, confirmé en tant que noble en juillet 1663 et de Marguerite Poulle,, il nait le 15 janvier 1627, devient bourgeois de Lille le 11 septembre 1654, licencié es lois, greffier des États de Lille, grand bailli de Comines, et meurt en 1673 à Bauvin près de Carvin. Il prend pour femme à Courtrai le 25 février 1652 Marie-Hippolyte Vandenberghe, fille d'Adrien, seigneur de Hocques et de Catherine Bonte, baptisée à Courtrai le 16 avril 1629.
François-Séraphin Hespel II (1653-1718), fils de François-Séraphin Hespel Ier, écuyer, est seigneur de La Vallée. Baptisé à Lille le 11 février 1653, il devient bourgeois de Lille le 21 novembre 1686, puis rewart (chargé de la police) de Lille. Il meurt à Lille le 17 février 1718, à l'âge de 65 ans. Il prend pour femme à Lille le 22 octobre 1686 Marie-Élisabeth Vanlaer, fille d'Étienne et d'Anne Jacops. Le couple a 16 enfants.
François-Joseph Hespel (1692-1774), fils de François-Séraphin Hespel II, écuyer, est seigneur de La Vallée après son père. Baptisé à Lille le 23 décembre 1692, il devient bourgeois de Lille le 22 mai 1733 et meurt à Lille le 5 avril 1774 à 81 ans. Il épouse à Lille le 15 juin 1732 Catherine-Isabelle Mariaval (1703-1749), fille de François-Dominique et de Jeanne-Catherine Cardon. née en 1703, elle meurt à Lille le 31 décembre 1749.

### Depuis la Révolution française
L'ancienne mairie, qui comprenait également l'école, fut construite en 1840 sous l'autorité de monsieur Narcisse Joseph Binault (maire de 1831 à 1840).
Le 8 mai 2013, pour célébrer l'amitié franco-allemande, la baronne Irmgard von Gienanth a officiellement remis à la commune de Wavrin, la bannière (une oriflamme) longtemps exposée dans le château familial de Haggn, près de Ratisbonne en Bavière.
Cette immense bannière de la confrérie de Saint-Sébastien, appartenait à une milice fondée en 1701 pour protéger de ses arcs et de ses flèches le seigneur de Wavrin. Elle est actuellement visible dans la mairie de Wavrin.

## Politique et administration

### Liste des maires
| Période                                  | Période                   | Identité                    | Étiquette                 | Qualité |
| ---------------------------------------- | ------------------------- | --------------------------- | ------------------------- | --- |
| Les données manquantes sont à compléter. |                           |                             |                           | |
| 1790                                     | 1791                      | Adrien Brame                |                           | |
| 1791                                     | 1792                      | Pierre François Beaurepaire |                           | |
| 1792                                     | 1795                      | Pierre Louis Malbranque     |                           | |
| 1795                                     | 1800                      | Alexis Wattrelos            |                           | |
| 1800                                     | 1808                      | Pierre Joseph Binaud        |                           | |
| 1808                                     | 1810                      | Augustin Desmazières        |                           | |
| 1810                                     | 1816                      | Pierre François Beaurepaire |                           | |
| 1816                                     | 1822                      | François Leturcq            |                           | |
| 1822                                     | 1826                      | Louis Eugène Joseph Waymel  |                           | |
| 1826                                     | 1831                      | François Leturcq            |                           | |
| 1831                                     | 1840                      | Narcisse Joseph Binauld     |                           | |
| 1840                                     | 1848                      | Louis Stanislas Deleporte   |                           | |
| 1848                                     | 1852                      | Louis Eugene Joseph Waymel  |                           | |
| 1852                                     | 1855                      | Louis Stanislas Deleporte   |                           | |
| 1855                                     | 1885                      | Octave-Joseph d'Hespel      | Conservateur- monarchiste | Sénateur du Nord (1876 → 1879) Député du Nord (1871 → 1876) Conseiller général d'Haubourdin (1858 → 1880) |
| 1885                                     | 1893                      | Édouard Conia               |                           | |
| 1893                                     | 1904                      | Achille Pinteaux            |                           | |
| 1904                                     | 1911                      | Augustin Joseph Beaurepaire |                           | |
| 1911                                     | 1919                      | François Cretal             |                           | |
| 1919                                     | 1944                      | Arthur Dallenne             | SFIO                      | |
| 1944                                     | 1950                      | Louis Mahieu                | SFIO                      | |
| 1950                                     | 1965                      | Louis Dumetz                | SFIO                      | |
| 1965                                     | 1982                      | Adalbert Lepetz             | SFIO                      | |
| mai 1982                                 | octobre 2012 (démission)  | Bernard Davoine             | PS                        | Ancien professeur d'éducation physique et sportive Adjoint au maire (1977 → 1982) Député du Nord (5e circ.) (1993 → 1997) Conseiller général d'Haubourdin (1982 → 1994) Vice-président du conseil général (1988 → 1992) Élu à la suite d'une élection municipale partielle |
| octobre 2012                             | mars 2014                 | Romuald Ménégatti           | PS                        | Ancien adjoint au maire |
| mars 2014                                | En cours (au 27 mai 2020) | Alain Blondeau              | DVD                       | Ancien cadre de La Redoute Réélu pour le mandat 2020-2026 |

### Instances judiciaires et administratives
La commune relève du tribunal d'instance de Lille, du tribunal de grande instance de Lille, de la cour d'appel de Douai, du tribunal pour enfants de Lille, du tribunal de commerce de Tourcoing, du tribunal administratif de Lille et de la cour administrative d'appel de Douai.

## Population et société

### Démographie

#### Évolution démographique
L'évolution du nombre d'habitants est connue à travers les recensements de la population effectués dans la commune depuis 1793. Pour les communes de moins de 10 000 habitants, une enquête de recensement portant sur toute la population est réalisée tous les cinq ans, les populations de référence des années intermédiaires étant quant à elles estimées par interpolation ou extrapolation. Pour la commune, le premier recensement exhaustif entrant dans le cadre du nouveau dispositif a été réalisé en 2004.

En 2022, la commune comptait 7 777 habitants, en évolution de +1,95 % par rapport à 2016 (Nord : +0,51 %, France hors Mayotte : +2,11 %).
| 1793  | 1800  | 1806  | 1821  | 1831  | 1836  | 1841  | 1846  | 1851  |
| ----- | ----- | ----- | ----- | ----- | ----- | ----- | ----- | ----- |
| 2 072 | 2 049 | 2 146 | 2 327 | 2 622 | 2 672 | 2 818 | 2 780 | 2 818 |

| 1856  | 1861  | 1866  | 1872  | 1876  | 1881  | 1886  | 1891  | 1896  |
| ----- | ----- | ----- | ----- | ----- | ----- | ----- | ----- | ----- |
| 2 950 | 3 106 | 3 137 | 3 070 | 3 333 | 3 483 | 3 592 | 3 675 | 3 809 |

| 1901  | 1906  | 1911  | 1921  | 1926  | 1931  | 1936  | 1946  | 1954  |
| ----- | ----- | ----- | ----- | ----- | ----- | ----- | ----- | ----- |
| 3 854 | 4 031 | 4 136 | 3 830 | 4 390 | 4 550 | 4 614 | 4 701 | 4 940 |

| 1962  | 1968  | 1975  | 1982  | 1990  | 1999  | 2004  | 2006  | 2009  |
| ----- | ----- | ----- | ----- | ----- | ----- | ----- | ----- | ----- |
| 5 308 | 5 819 | 6 187 | 6 785 | 7 477 | 7 633 | 7 737 | 7 720 | 7 664 |

| 2014  | 2019  | 2022  | - | - | - | - | - | - |
| ----- | ----- | ----- | - | - | - | - | - | - |
| 7 661 | 7 771 | 7 777 | - | - | - | - | - | - |

#### Pyramide des âges
La population de la commune est relativement jeune.
En 2018, le taux de personnes d'un âge inférieur à 30 ans s'élève à 36,6 %, soit en dessous de la moyenne départementale (39,5 %). À l'inverse, le taux de personnes d'âge supérieur à 60 ans est de 22,4 % la même année, alors qu'il est de 22,5 % au niveau départemental.
En 2018, la commune comptait 3 761 hommes pour 3 962 femmes, soit un taux de 51,3 % de femmes, légèrement inférieur au taux départemental (51,77 %).
Les pyramides des âges de la commune et du département s'établissent comme suit.
| Hommes | Classe d’âge | Femmes |
| ------ | ------------ | ------ |
| 0,3    | 90 ou +      | 0,5    |
| 4,6    | 75-89 ans    | 7,0    |
| 15,4   | 60-74 ans    | 16,8   |
| 21,5   | 45-59 ans    | 21,4   |
| 19,7   | 30-44 ans    | 19,4   |
| 18,5   | 15-29 ans    | 16,4   |
| 19,9   | 0-14 ans     | 18,4   |

| Hommes | Classe d’âge | Femmes |
| ------ | ------------ | ------ |
| 0,5    | 90 ou +      | 1,4    |
| 5,3    | 75-89 ans    | 8,1    |
| 14,8   | 60-74 ans    | 16,2   |
| 19,1   | 45-59 ans    | 18,4   |
| 19,5   | 30-44 ans    | 18,7   |
| 20,7   | 15-29 ans    | 19,1   |
| 20,2   | 0-14 ans     | 18     |

## Culture locale et patrimoine

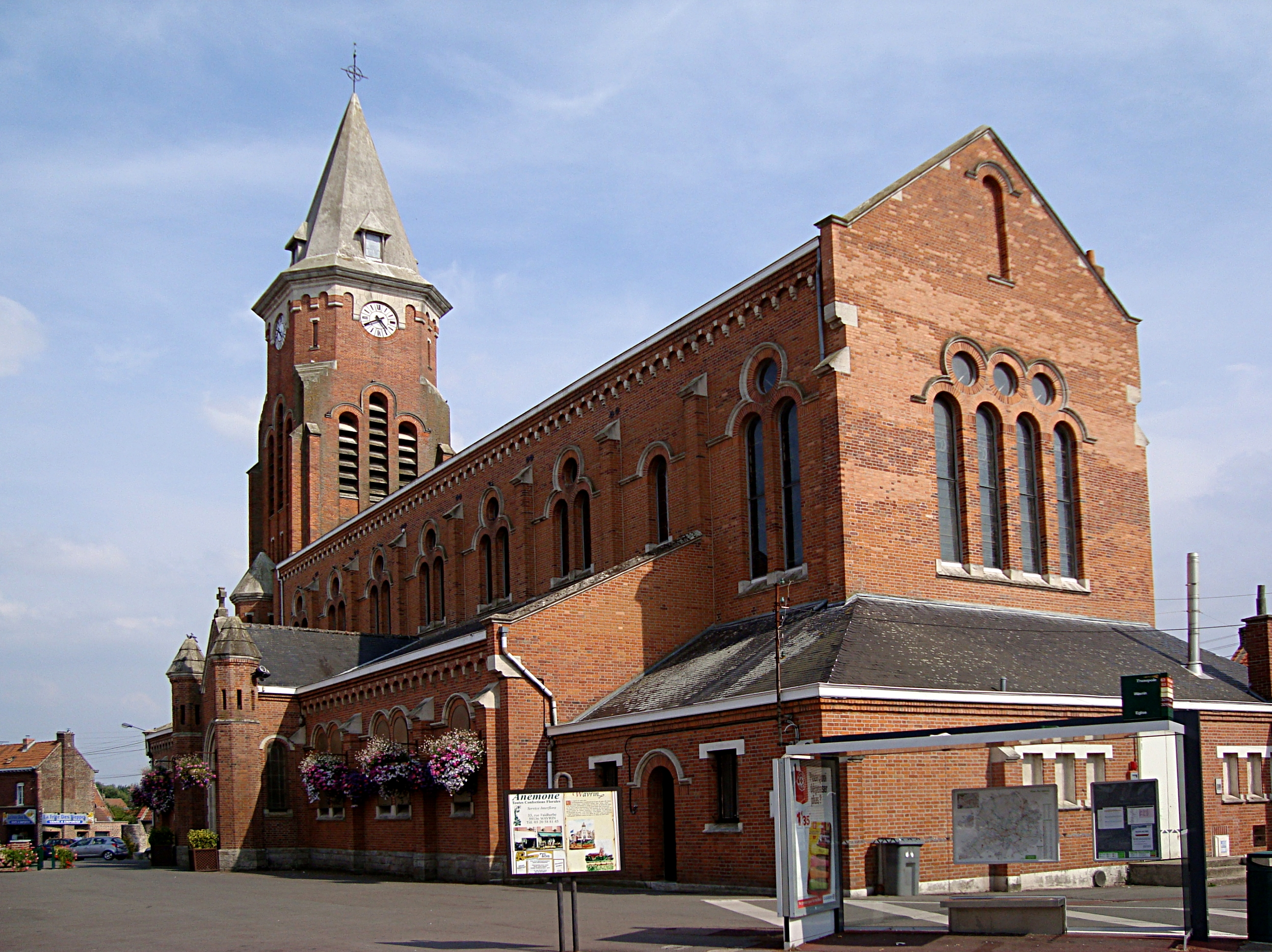
L'église saint Martin.

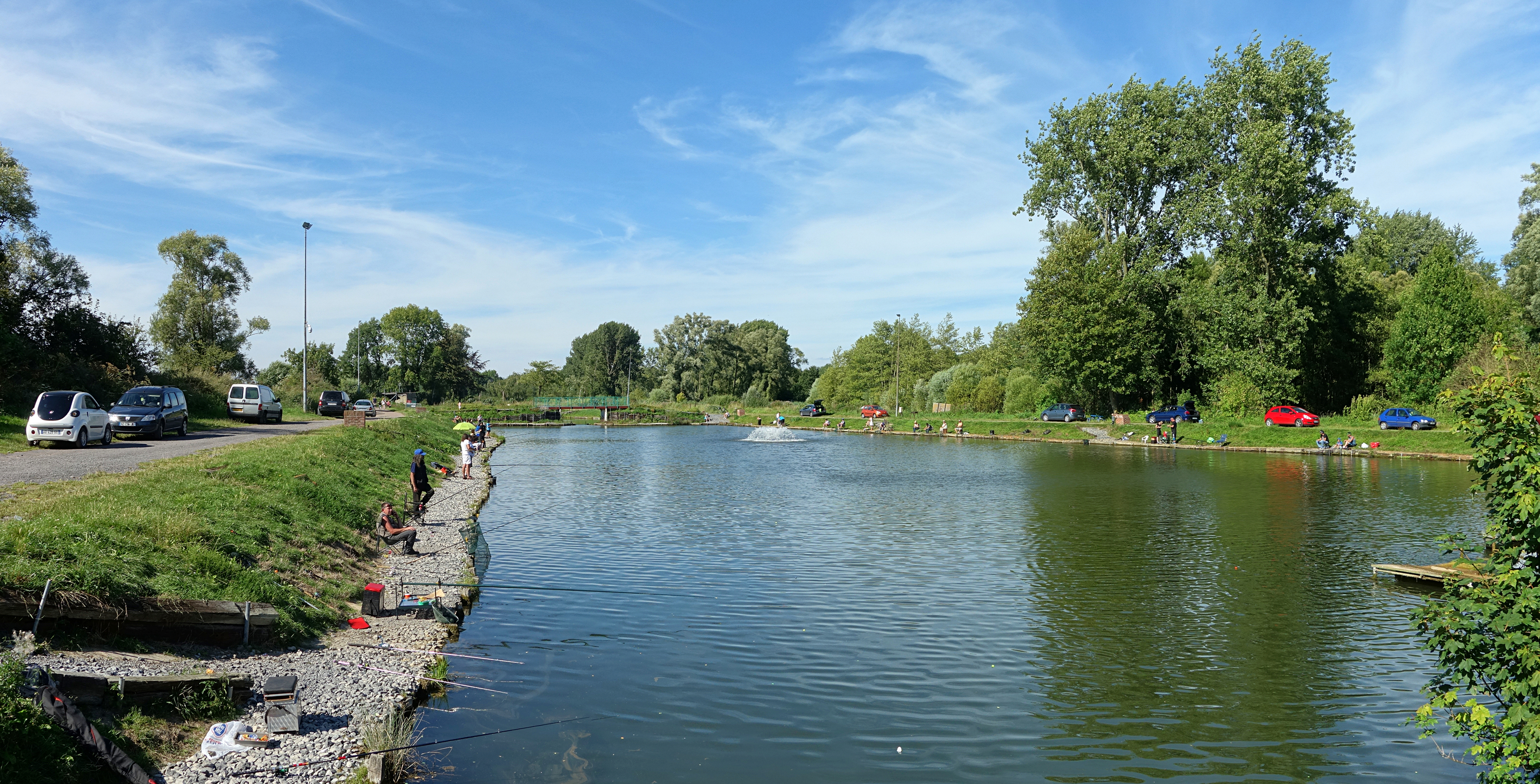
Les étangs de La Gite.

### Lieux et monuments
Monuments anciens :
- Le château de Wavrin passait pour imprenable ; il avait été déjà assiégé en 960. En 1488, le maréchal d'Esquerdes l'assiégea pendant trois jours et fit tirer plus de 300 coups de canon. Le château aurait pu tenir davantage ; mais le commandant le lui livra avec la garnison. Les États de la Flandre-Wallonne signèrent, dans ce château, le 14 décembre 1488, un traité de paix avec le maréchal d'Esquerdes, au nom de Charles VIII, afin de préserver le pays des malheurs de la guerre. Ce château fut démoli au commencement du XIXe siècle.

Institutions civiles : Il y avait à Wavrin une maladrerie reconstruite, en 1625, avec sa chapelle.
- Parc de la Deûle
- L'église Saint-Martin
- Le moulin : centre culturel
- Cimetière militaire allemand de Wavrin

### Personnalités liées à la commune
- Jean de Wavrin (entre 1394 et 1400-entre 1472 et 1475), militaire, homme de lettres et bibliophile bourguignon originaire du Nord.
- Roger de Wavrin (?-1191), évêque de Cambrai.
- Hellin de Wavrin (?-1191), sénéchal de Flandre.
- Laure Cambier, résistante, médaille de la Résistance française[45],[46].
- René Benoît, (?-2020) Militaire Français durant la seconde guerre mondiale. La rue du collège porte son nom.

### Héraldique
| Blason de Wavrin | Blason  | D'azur à un écusson d'argent en abîme,.              |
| Blason de Wavrin | Détails | Ce sont les mêmes que celles de la Maison de Wavrin. |